# میگوی ببری قهوه‌ای
میگوی ببری قهوه‌ای (نام علمی: Penaeus esculentus) نام یک گونه از زیرراسته دارآبشش‌داران است.